# Пшевуз (Опольське воєводство)
Пшевуз (пол. Przewóz) — село в Польщі, у гміні Цисек Кендзежинсько-Козельського повіту Опольського воєводства.
Населення — 322 особи (2011).
У 1975—1998 роках село належало до Опольського воєводства.

## Демографія
Демографічна структура станом на 31 березня 2011 року:
|          | Загалом | Допрацездатний вік | Працездатний вік | Постпрацездатний вік |
| -------- | ------- | ------------------ | ---------------- | -------------------- |
| Чоловіки | 165     | 32                 | 115              | 18                   |
| Жінки    | 157     | 31                 | 87               | 39                   |
| Разом    | 322     | 63                 | 202              | 57                   |